# 山東能源集團
山東能源集團有限公司，簡稱山東能源集團（英語：Shandong Energy Group Company Limited），是山东省人民政府国有资产监督管理委员会监管的大型国有礦業集團，即山东省省管企业。於2010年12月，由枣庄矿业、淄博礦業、新汶矿业、肥城矿业、临沂矿业，以及龍口礦業安排組成，也就是由山东省人民政府批准於2011年3月21日組成而設。
現時業務在國內、加拿大、澳大利亚等國家經營煤炭、风能、核能、太阳能、生物质能等行業，而在2012年，被美國財富雜誌全球500強排名為460位，2013年，被美國財富雜誌全球500強排名為373位。2020年7月13日，宣布合併兖矿集团，成為僅次於国家能源投资集团的中國大陸第二大煤炭企業。
總部位於山东省济南市经十路10777号山东能源大厦，而董事長為李伟。

## 連結
- shandong-energy.com （页面存档备份，存于）